# Alice Catherine Evans
Alice Catherine Evans (Neath, 29 gennaio 1881 – Alexandria, 5 settembre 1975) è stata una microbiologa statunitense.
Una pioniera della microbiologia, iniziò le sue ricerche presso il Dipartimento dell'Agricoltura degli Stati Uniti, dove studiò la batteriologia nel latte e nel formaggio. In seguito dimostrò che il Bacillus abortus causava la brucellosi (febbre ondeggiante o febbre maltese) sia nei bovini sia negli esseri umani.

## Primi anni e studi

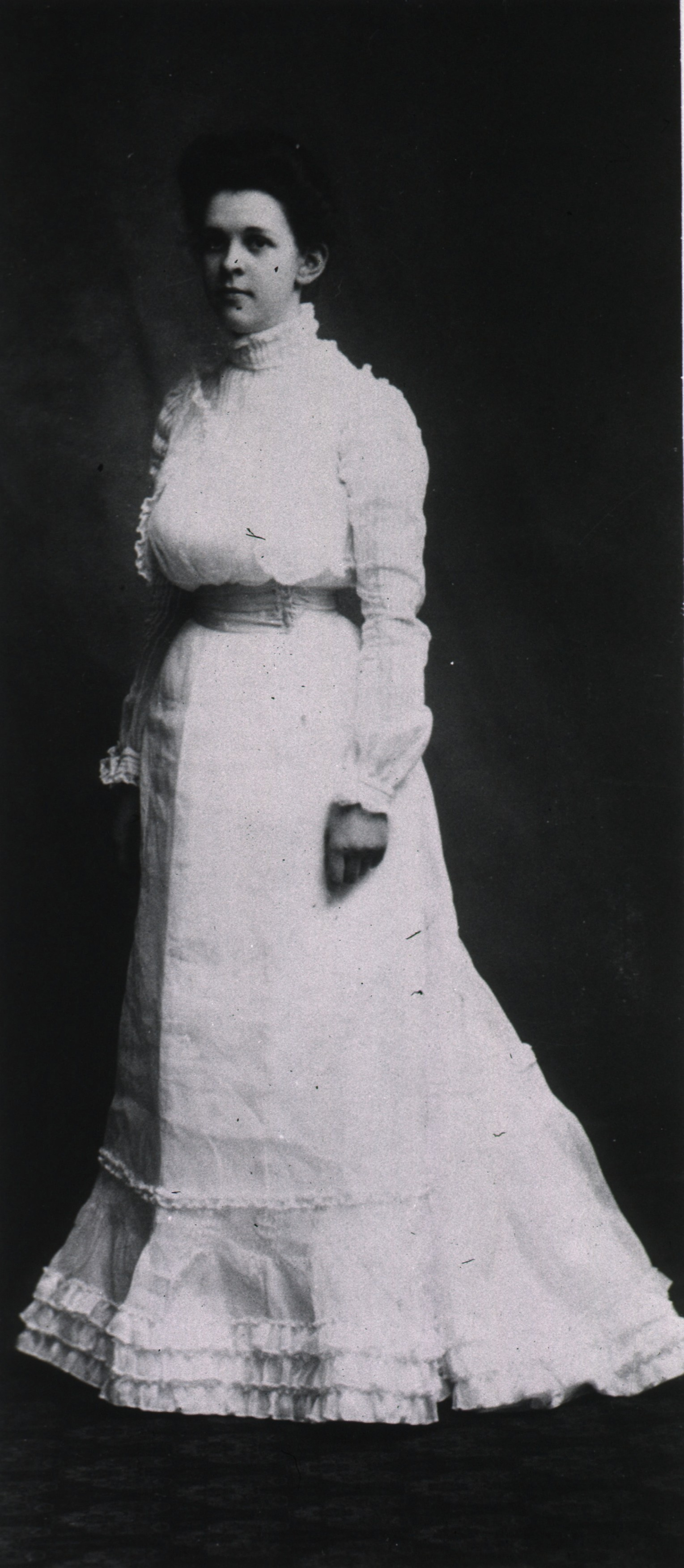
Alice C. Evans, in abito da laurea

Evans nacque in una fattoria a Neath, nella contea di Bradford, in Pennsylvania, da William Howell, un agricoltore e geometra, e da Anne B. Evans, un'insegnante. All'età di cinque e sei anni, i suoi genitori le insegnavano a casa e quando andò nella scuola di Neath, costituita da una sola aula, ottenne voti ottimi.
Frequentò in seguito il Susquehanna Collegiate Institute di Towanda, dove giocò anche in una squadra di basket femminile e in seguito divenne insegnante. Nelle sue memorie scrisse di essere diventata insegnante perché era l'unica professione aperta alle donne, ma lo trovava noioso. Dopo quattro anni di insegnamento, andò a lezioni gratuite, offerte agli insegnanti in campagna, che si tenevano alla Cornell University. Dopo aver ottenuto una borsa di studio, conseguì una laurea in batteriologia presso la stessa Cornell University nel 1909, fu quindi la prima donna a ricevere una borsa di studio in batteriologia presso l'Università del Wisconsin-Madison, dove ottenne la laurea specialistica l'anno successivo.

## Carriera lavorativa e scoperte
A Evans fu offerto un impiego presso la Divisione Latticini del Bureau of Animal Industry, facente capo al Dipartimento dell'Agricoltura degli Stati Uniti. Accettò il posto, che aveva sede a Madison, nel Wisconsin, e vi lavorò per tre anni. Si dedicò ad affinare il processo di produzione di formaggio e burro per migliorare il sapore e a indagare sulle fonti di contaminazione batterica nei prodotti lattiero-caseari. Fu la prima scienziata donna a ricoprire una posizione permanente come batteriologa del Dipartimento dell'Agricoltura e come dipendente pubblica era considerata pubblico ufficiale.
Alice si interessò alla malattia della brucellosi e alla sua relazione con il latte fresco non pastorizzato. La sua indagine si concentrò sull'organismo Bacillus abortus, noto per causare aborti negli animali. Vide che il microbo prosperava sia nelle mucche infette sia in animali che sembravano sani. Gli studi suggerivano l'ipotesi che, poiché i batteri si ritrovavano anche nel latte vaccino, era probabile che fossero una minaccia per la salute umana.
Evans decise di analizzare meglio l'argomento; si chiese se la malattia nelle mucche potesse essere la causa della febbre ondeggiante negli esseri umani. Riferì le sue scoperte alla Society of American Bacteriologists nel 1917 e pubblicò il suo lavoro sul Journal of Infectious Diseases nel 1918.
La sua tesi fu accolta con scetticismo, soprattutto perché era una donna e non aveva un dottorato di ricerca. Il suo consiglio era di pastorizzare quanto più possibile il latte crudo per proteggere le persone da varie malattie. Durante gli anni 1920, scienziati di tutto il mondo arrivarono alle stesse conclusioni e alla fine fu accettato da tutti che i batteri Brucella fossero la causa di quella che allora era conosciuta come febbre ondeggiante o febbre maltese. Le sue scoperte portarono alla pastorizzazione del latte nel 1930. Conseguenza di ciò, l'incidenza della brucellosi negli Stati Uniti si ridusse notevolmente.
Alice Evans entrò a far parte del Servizio Sanitario Pubblico degli Stati Uniti nel 1918, dove contribuì al campo delle malattie infettive, studiando la meningite epidemica e l'influenza presso i laboratori di Igiene del dipartimento. Lì fu infettata da febbre ondeggiante nel 1922, una malattia allora incurabile che le procurò problemi di salute per vent'anni.

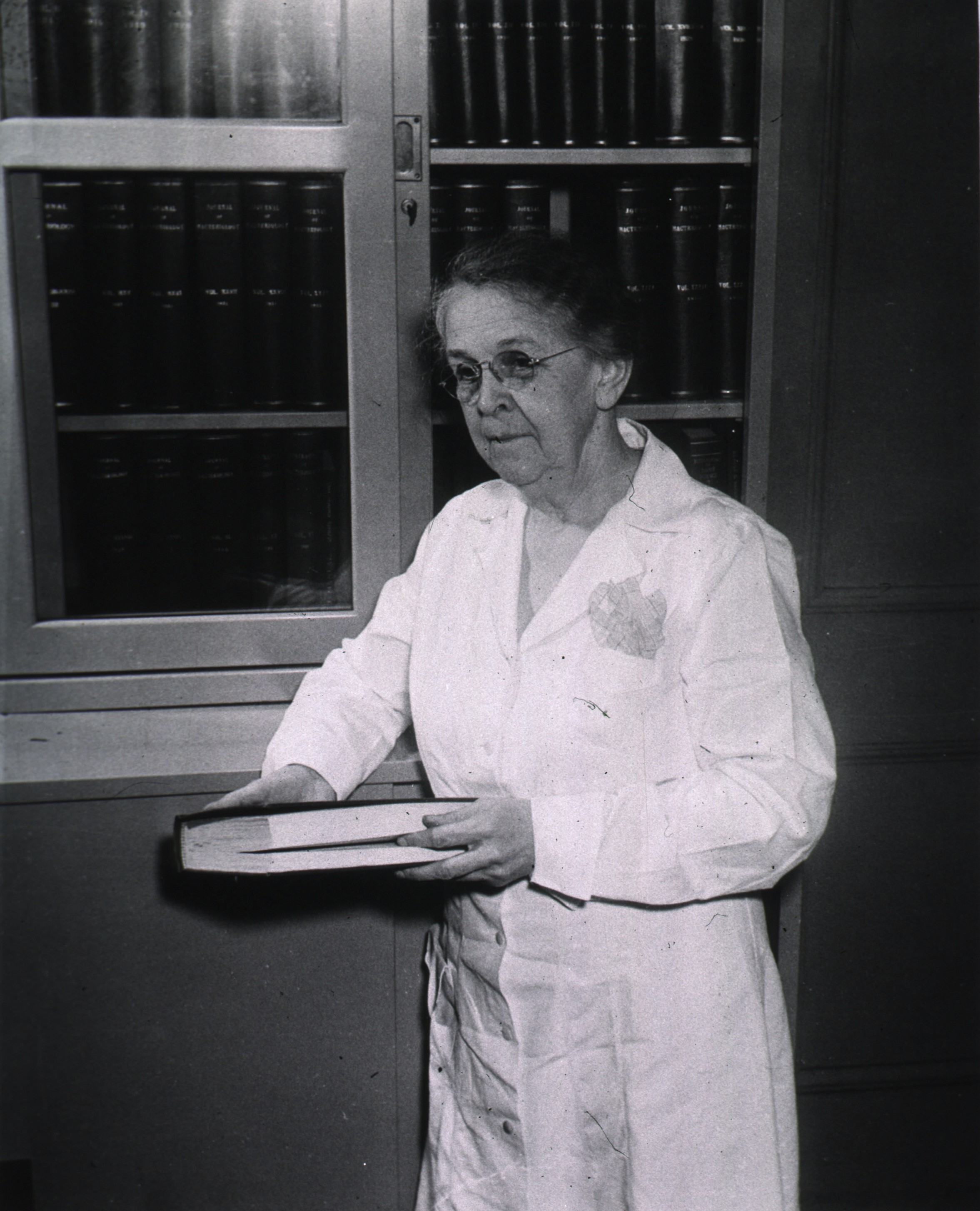
Alice C. Evans, 1945

Evans donò una raccolta dei suoi documenti alla National Library of Medicine nel 1969.

## Ultimi anni
Evans andò ufficialmente in pensione nel 1945 ma continuò a lavorare sul campo. Dopo il suo pensionamento, divenne una popolare oratrice, soprattutto di fronte a gruppi di donne. Tenne discorsi a ascoltatrici donne sullo sviluppo della carriera e sulla scelta di carriere scientifiche. Subì un ictus all'età di 94 anni e morì il 5 settembre 1975. Sulla sua lapide si legge: "Il gentile cacciatore, dopo aver inseguito e domato la sua preda, è passato a una nuova casa".

## Premi e riconoscimenti
- Prima presidente donna della Society of American Bacteriologists, eletta nel 1928[10]
- Laurea honoris causa in medicina dal Woman's Medical College of Pennsylvania, 1934[11]
- Dottorati honoris causa in scienze conferiti dall'Università del Wisconsin-Madison e dal Wilson College, 1936
- Presidente onorario del Comitato interamericano sulla brucellosi, 1945-1957
- Membro onorario dell'American Society for Microbiology, 1975
- Inserita nella National Women's Hall of Fame nel 1993[12]